# Telmo Herrera
Pour les articles homonymes, voir Herrera.
Telmo Herrera est un écrivain de langue espagnole et française, d'origine équatorienne, né en Équateur en 1948, il a résidé en Australie, au Canada et en Espagne, puis à Paris de façon permanente depuis 1973. Il est à la fois plasticien, romancier, metteur en scène, acteur de théâtre et de cinéma.

## Publications
Depuis 1977 : publication de nouvelles, de romans et de poésie en Espagne, Amérique latine et France(édition et revues littéraires)
En 1984 : 2e du Prix Nadal pour le roman « Papá Murió hoy »

### Romans
- 2008 : 3e édition de "La Cueva" – Guayaquil- Équateur

- 2005 : Le prêtre fou et les trente-sept Vierges de Santa Rosa. Indigo-côté femme éditions, Paris.
- 2003 : 2e édition de La Cueva Edition Paradiso – Quito, Équateur (Amérique du Sud).
- 2001 : 2e et 3e éditions de Papá Murió Hoy Edition Paradiso – Quito.
- 1999 : Lucero Edition Artes Finales – Paris.
- 1995 : La Cueva Edition Antoine Soriano – Paris.
- 1985 : Papá Murió hoy Edition Destino en 1985. Barcelona.

### Poésie
- 2015 : " Itaca/Luzmila" Deculturas Ediciones. Sevilla.
- 2015 :  "Fax Teatro Te Quiero" Ediciones Casa de la Cultura Núcleo del Carchi. Ecuador.
- 2000 : « Desde la capital de los MalGenios » Edition Artes finales - Paris.
- 1981 : « Algo así como un poema’78 » Edition Playor - Madrid.
- 1978 : « Correo Aéreo- Par avion – Air Mail » Edition C.A.A – Sevilla.
- 1977 : « La publicidad, cuentos de hadas del siglo XX » Edition C.A.A - Sevilla

#### Teatro;
2014 : "Joviale Jalousie/Celos Joviales" Traduit par Christian Roinat. Paris.
2017 : "Personajes" Nueve obras. "Ayúdame", "Celos Joviales", "Dos Personajes", "El auto", "El Perfecto", "El Provocador y la Protagonista", "El Supremo", "Las joyas de la familia", "Los Chiquillos" Atopía editorial. Colección Epídico. Sevilla. España.     

## Mises en scène
- 1974 - Paris, Théâtre La cave, Les Bonnes de Jean Genet.
- 1975 - Salle Menilmontant, Salle 21 Université Censier, Paris VII : "Le cri" (d’après Le Maître et Marguerite) de Mikhaïl Boulgakov.
- 1979 - Paris, Nancy, Festival Mondial de Théâtre : Navidad Indígena de lui-même.
- 1980 - Gand, Belgique : La casa de Bernarda Alba de Federico García Lorca.
- 1981 - Paris, Théâtre Lucernaire : Yerma de Federico García Lorca.
- 1982 - Paris, Théâtre Lucernaire : Noces de sang de Federico García Lorca.
- 1983 - Paris, Théâtre Lucernaire : Cajamarca de Demarigny.
- 1990 - Théâtre de Nesle, Salle Brasilia : Les Bonnes de Jean Genet.
- 1991 - Paris, Salle Brasilia : Dom Juan de Molière.
- 1992 - Paris, Théâtre de Nesle : Monologues' : de passion en passion… de Phèdre, Iphigènie, Athalie, Camille, Bérenice, Médée, Elvire, L’avare, Mère Ubu, Dona Sol.
- 1993 - Paris, Théâtre de Nesle : Phèdre de Racine.
- 1994 - Paris, Théâtre de Nesle : Manon Lescaut de l’Abbé Prévost.
- 1995 - Quito, La casa de al lado : Dialogos minimos de lui-même.
- 1996 - Paris, Atlantide de cinq sens : La mort de l’Art ou L’Éloge de Monsieur Posthume, création collective.
- 2000 - Paris, Théâtre de Nesle : Rien que pour Paquita d’Ernesto Caballero.
- 2002 2003 2004 - Paris, Théâtre de Nesle : La voix du portable est impénétrable de T. Herrera. "Le bel indiffèrent", "Le menteur", "Le pauvre matelot", "Par la fenêtre", "L'École de veuves", "Je l'ai perdue", "Le fantome de Marseille", "La farce du château" de Cocteau.

- 2004 - Paris, Théâtre de Nesle - "La voix Humaine", Cocteau.
- 2005 - Paris, Théâtre de Nesle - "Les onze mille verges" d'Apollinaire; "4.48 Psychose" de Sarah Kane.
- 2006 Paris, Théâtre de Nesle - "Aneantis", de Sarah Kane
- 2006 Paris,  - Manque, de Sarah Kane.
- 2006/2007,2008 - Théâtre de Nesle- "Le baiser de la veuve" d'Israel Horowits. "The Zoo Story" de Edward Albee" "Cuisine et dependances" de Agnés Jaoui et J.Pierre Bacri "Un air de famille" de Agnés Jaoui et J.Pierre Bacri.
- 2009 - Paris, Théâtre de Nesle "Le monte-plats" de Harold Pinter. Le Festival Les scènes de la grange, Angaïs, France "La Contrabasse" de Patrick Suskind. "Veillée Funèbre" de Guy Foissy. "On va faire la cocotte", Feydeau.
- 2010 - Paris, Théâtre de Nesle. Une petite douleur de Harold Pinter. "Je veux voir Mioussov", de Velentin Kataiev
- "Les mots et la chose" [jean Claude Carrière
- "4.48 Psychose" de Sarah Kane.
- 2011 - Paris, Théâtre de Nesle. "Aneantis" de Sarah Kane. "Manque", de Sarah Kane. l'amour de Phedre", Sarah Kane
- 2012 - Paris. Théâtre de Nesle "La leçon" Ionesco. La comedie des ratés d'après Tchékhov et G. Courteline. "Desiré" Guitry
- 2012 Juin. Paris. Théâtre de Nesle. Festival Sarah Kane. "4.48 Psychose" "Aneantis" "L'amour de Phedre" "Manque" "Purifies"
- 2013 - Paris. Théâtre de Nesle. "Alcools" d'Apollinaire. "Jorge Dandin", Molière. "Huis Clos" Sartre.
- 2014 - Paris. Théâtre de Nesle. "Joviale Jalousie" Telmo Herrera. "Huis clos" Sartre.
- "Léonie  est en avance" Feydeau.
- 2015 - Paris. Théâtre de Nesle. "L'ile des esclaves". Marivaux.
- 2015 -  "Joviale Jalousie" (Celos Joviales) Telmo Herrera. Traduit par Christian Roinat. Festival de  Théâtre 7-8-9 Paris, Théâtre de Nesle
- 2017 - Sevilla . Salón de actos Centro Cívico Torre del Agua. Madrid. Librería Sin Tarima.  "Ayúdame", Telmo Herrera.

## Comédien

### ÀParis
- "Le gardien" Pinter.
- "Noces de sang" Lorca.
- "Madras ou la nuit où..." de E. Manet.
- " Navidad indígena" de T. Herrera.
- " La voix du portable est inpenetarble" T.Herrera.
- Une petite douleur de Harold Pinter.
- " 4.48 Psychose" de Sarah Kane

### ÀQuito
- "Los tejedores" de Hauptman
- Huasipungo de Jorge Icaza
- "Las tentaciones de San Antonio" de Flaubert

## Au cinéma
- Un des premiers rôles dans Un Titan en el ring écrit et réalisé par Viviana Cordero à Quito.
- Dans ce film Herrera joue le rôle de “La bestia loca”, long métrage filmé en 35 millimètres et présenté en salles en novembre 2002.

## Dramaturge
- Dialogos minimos
- La mort de l’Art ou l’Eloge de Monsieur Posthume (création collective)
- La voix du portable est impénétrable
- Celos joviales/Joviale Jalousie Traduit par Christian Roinat.